# デザイン・イン
デザイン・インとは経営学用語の一つ。部品の製造販売を行う業者が、完成品のメーカーに設計の協力をして共同開発を行い、その際に自社の部品をその新製品の組み立てに使用するように働きかけるという経営戦略。これは新製品の設計が進んでしまっている状態では競合他社に入り込まれてしまうことがあるため、部品業者は早い段階からメーカーに技術提供などで働きかけを行って新製品に自社の部品を組み込むべく活動を行っている。日本国内では自動車業界で広くデザイン・インが行われており、この結果、開発期間が短縮できたり、製品の性能が向上されるなどの成果が出せているが、　厳しい短納期やコストダウンを迫られる事もあり、中小企業で成果を出す事は厳しいとされている。